# Холокост в Барановичском районе
Холокост в Бара́новичском районе — систематическое преследование и уничтожение евреев на территории Барановичского района Брестской области оккупационными властями нацистской Германии и коллаборационистами в 1941—1944 годах во время Второй мировой войны, в рамках политики «Окончательного решения еврейского вопроса» — составная часть Холокоста в Белоруссии и Катастрофы европейского еврейства.

## Геноцид евреев в районе
Барановичский район был полностью оккупирован немецкими войсками в июне 1941 года, и оккупация длилась более трёх лет — до июля 1944 года. Нацисты поделили Барановичский район на две части — одна вошла в состав территории, административно отнесённой в состав рейхскомиссариата «Остланд» генерального округа Белорутения, вторая — в состав округа Белосток провинции Восточная Пруссия. Вся полнота власти в районе принадлежала нацистской военной оккупационной администрации, действующей через созданные вермахтом полевые и местные комендатуры. Во всех крупных деревнях района были созданы районные (волостные) управы и полицейские гарнизоны из белорусских коллаборационистов.
Для осуществления политики геноцида и проведения карательных операций сразу вслед за войсками в район прибыли карательные подразделения войск СС, айнзатцгруппы, зондеркоманды, тайная полевая полиция (ГФП), полиция безопасности и СД, жандармерия и гестапо.
Одновременно с оккупацией нацисты и их приспешники начали поголовное уничтожение евреев. «Акции» (таким эвфемизмом гитлеровцы называли организованные ими массовые убийства) повторялись множество раз во многих местах. В тех населенных пунктах, где евреев убили не сразу, их содержали в условиях гетто вплоть до полного уничтожения, используя на тяжелых и грязных принудительных работах, от чего многие узники умерли от непосильных нагрузок в условиях постоянного голода и отсутствия медицинской помощи.
Оккупационные власти под страхом смерти запретили евреям снимать желтые латы или шестиконечные звезды (опознавательные знаки на верхней одежде), выходить из гетто без специального разрешения, менять место проживания и квартиру внутри гетто, ходить по тротуарам, пользоваться общественным транспортом, находиться на территории парков и общественных мест, посещать школы.
Многие евреи в Барановичском районе были убиты во время карательной операции нацистов «Припятские болота» (Pripiatsee) или «Припятский марш», проводившейся с 19 июля по 31 августа 1941 года. План этой операции был разработан в штабе войск СС при рейхсфюрере СС Гиммлере и ставил целью отработку и проведение первых массовых убийств евреев войсками СС на территории Беларуси. Непосредственными исполнителями операции были кавалерийская бригада СС, а также 162-я и 252-я пехотные дивизии под общим руководством высшего начальника СС и полиции тыла группы армий «Центр» группенфюрера СС Бах-Зелевского (Целевского).
К декабрю 1942 года почти все евреи в Барановичском районе были убиты. Самые массовые убийства евреев произошли в Барановичах, Молчади, Городище, Полонке (350 человек) и Мире, Новой Мыши, Миловидах, Деревной, Серебрище, Ишколди, Большой Раёвке (23 семьи — более 100 человек), Полонечке, Столовичах. Еврейских детей в деревне Детковичи забрали из детдома и убили.

### Лагерь смерти в Колдычево
Тысячи евреев Барановичского района были убиты около деревни Колдычево, где в марте 1942 года немцы создали лагерь смерти для массовых убийств мирного населения. Лагерь был оцеплен колючей проволокой, постоянно освещался прожекторами, вокруг него были построены дзоты, и охрана несла круглосуточное дежурство. Обречённых узников лагеря расстреливали, истязали и убивали непосильным трудом на торфоразработках.
Комиссия ЧГК обнаружила возле Колдычевского лагеря захоронения 22 000 человек.

### Убийства в урочище Гай
В конце июня 1942 года нацисты эшелонами привезли в Барановичи 3000 евреев из Чехословакии, в основном, представителей интеллигенции. По прибытии на железнодорожную станцию им приказали оставить все вещи в вагонах и сесть в грузовики для поездки якобы на обед. После этого обреченных людей вывезли в урочище Гай в двух километрах от города и расстреляли. Часть чехословацких евреев была умерщвлена ещё в «душегубках» во время перевозки в урочище.
Вещи убитых были выгружены из вагонов и переправлены в СД, и впоследствии немцы постепенно отправляли посылки с этими вещами своим семьям в Германию.

## Гетто
Реализуя нацистскую программу уничтожения евреев, немцы создавали гетто почти во всех городах и населённых пунктах Беларуси, где проживало еврейское население. Так и в Барановичском районе оккупанты создали 6 гетто:
- в Барановичском гетто (28 июня 1941 — 17 декабря 1942) были убиты почти 30 000 евреев;
- в Городищенском гетто (лето 1941 — 21 октября 1941) были убиты около 2000 евреев;
- в Молчадском гетто (июль 1941 — 18 июля 1942) были убиты около 3700 евреев.
- в Новомышском гетто (лето 1941 — август 1942) были убиты около 1000 евреев.

### Гетто в Полонке
Деревня Полонка была захвачена нацистами в конце июня 1941 года, и оккупация продлилась до 9 июля 1944 года. После оккупации в деревне было создано гетто. Массовые убийства евреев произошли на еврейском кладбище 18 апреля 1942 года и 12 августа 1942 года, когда погибли последние узники. Всего в Полонке были убиты около 350 евреев.

### Гетто в Столовичах
Посёлок Столовичи был оккупирован 27 июня 1941 года. Гетто в посёлке просуществовало до апреля 1943 (мая 1942) года. Всего в Столовичах были убиты 388 мирных жителей.
По данным Барановичской городской комиссии ЧГК, организаторами, руководителями и также непосредственными участниками массовых убийств евреев в Городищенском районе, к которому в то время относились Столовичи, были немцы: майор Зиклинг — командир 57-го карательного батальона; лейтенант Кляца — ортскомендант Городища, Майстер Ганик — шеф жандармерии Городища; капитаны Эсраих и Штейбен — командиры роты 57-го карательного батальона; Иран Фриц — обершеф фюрера коменданта концлагеря Колдычево; Крамфф — заместитель гебитскомиссара Барановичей и руководитель СС; Менджек — лейтенант СС.
На братской могиле узников около дороги Р-5 Барановичи-Новогрудок-Ивье, на участке Столовичи-Арабовщина, установлен памятник.

## Спасение евреев и «Праведники народов мира»
В Барановичском районе 11 человек были удостоены почетного звания «Праведник народов мира» от израильского мемориального института «Яд Вашем» «в знак глубочайшей признательности за помощь, оказанную еврейскому народу в годы Второй мировой войны»:
- Чаща Эдуард — за спасение евреев из Барановичского гетто в Барановичах[47];
- Казакевич (Слизен) Анна и Слизен Леопольд — за спасение Братковской Лизы и её дочери Рени в Барановичах[48];
- Мандель (Абрамова) Татьяна и Абрамова Галина — за спасение Манделя Соломона в Барановичах[49];
- Малиновские Роман и Софья — за спасение Порфштейна Эрика в Барановичах[50].
- Доленга-Вжозек Тереза — за спасение Венгера Ришарда в Столовичах[44];
- Сорговицкие Владислав и Хелена, Чикирская (Сорговицкая) Ядвига — за спасение Броницкого Ерахмиля в Сорговичах[51];

Известны несколько случаев спасения барановичских евреев немцами. Техника-строителя Эрика Порфштейна (Торфштейна) в конце июня 1942 года привезли из Чехословакии в Барановичское гетто. Его спас немец, назвавший себя «Янеком», который стоял в охране и вывел Порфштейна за ворота. Позже этот немец помог Эрику и ещё одному еврею Абраму Резнику бежать из города. Второй случай — Цали Горановского, узника концлагеря Колдычево, немецкий кладовщик Ёрун поддерживал и не дал умереть от голода до тех пор, пока тот в январе 1944 года бежал из лагеря в составе группы из 90 человек. Гауптфельдфебель Х. Арманн спрятал 6 евреев и передавал для еврейских подпольщиков оружие и продукты

## Память
Имеются неполные списки жертв геноцида евреев в Барановичском районе.
Памятники убитым евреям района установлены в Барановичах, Городище, Миловидах, Молчади, Столовичах, у дороги между деревнями Кодычево и Михновщина, около Новой Мыши.